# Gare de Pinnye
La gare de Pinnye (en hongrois : Pinnye vasútállomás) est une halte ferroviaire hongroise, située à Pinnye.